# Karasbergia methueni
Karasbergia methueni ist ein in Namibia und Südafrika verbreiteter Skorpion der monotypischen Gattung Karasbergia in der Familie Buthidae.

## Merkmale

### Karasbergia
Die Gattung Karasbergia unterscheidet sich von allen anderen Gattungen der Skorpione durch die Kombination folgender Merkmale: Anzahl und Verteilung der Trichobothrien und die Form der Hemispermatophoren, Sporne nur an den Tibien der dritten und vierten Beinpaare und ein fünfeckiges Sternum des Typs 1, das länger als breit ist.
Karasbergia unterscheidet sich darüber hinaus von allen anderen Gattungen der Familie Buthidae durch das Vorhandensein von nur zwei Paaren voll entwickelter lateraler Ocellen, ein drittes, stark verkümmertes Paar ist nur gelegentlich vorhanden. Der Carapax, die Chelae und Patellen der Pedipalpen und die oberen und äußeren Oberflächen der Beine sind ungekielt. Die mesosomalen Tergite haben nur einen schwach ausgeprägten medialen Kiel. Die Segmente des Metasomas weisen jeweils nur angedeutete dorsale Kiele auf, die aus wenigen Granulen bestehen. Die ersten drei Segmente haben keine der Stridulation dienenden Bereiche auf der Oberfläche. Alle Segmente des Metasomas und das Telson weisen seitlich, das vierte und fünfte Segment und das Telson auch bauchseitig, Vertiefungen auf, aus denen jeweils eine Seta von 50 Mikrometer bis einem Millimeter Länge hervorsteht. Das Telson hat kein subakuleares Tuberkel.

### Karasbergia methueni
Karasbergia methueni ist ein sehr kleiner Skorpion, die Länge adulter Exemplare übersteigt nur selten 25 Millimeter. Carapax, Tergite und Metasoma haben eine beigegelbe bis ockergelbe Farbe. Cheliceren, Pedipalpen, Beine, Sternite und Telson sind cremefarben bis chamois und etwas heller als Carapax und Metasoma. Die Kammorgane sind blassgelb und der Giftstachel schwarz.
Der Carapax hat eine gleichmäßig grob gekörnte Oberfläche. Die medianen Ocellen befinden sich vor der Mitte des Carapax. Sie sind deutlich größer als die lateralen Ocellen. Die Oberflächen der ersten sechs Tergite des Mesosoma sind bei weiblichen Skorpionen glatt und glänzend, bei männlichen jeweils von vorne nach hinten zunehmend grob gekörnt. Das siebte Tergit ist auf der ganzen Oberfläche grob gekörnt und weist, wie die ersten sechs Tergite, schwach ausgeprägte mediane Kiele auf. Die Sternite sind glatt und glänzend, nur das siebte hat eine grobe Körnung auf Teilen seiner Oberfläche. Das Sternum hat den Typ 1 und ist etwas länger als breit und fünfeckig, ohne eine Furche in der Mitte und mit einer herzförmigen Vertiefung an der Basis. Die Kammorgane haben bei männlichen Skorpionen 13 bis 17 und bei weiblichen 11 bis 13 Zähne. Das Genitaloperkulum ist in Längsrichtung vollständig geteilt, die Genitalöffnung weist bei beiden Geschlechtern keine Papillen auf.
Das erste Segment des Metasomas ist etwa ebenso lang wie breit, die weiteren sind zunehmend langgestreckt. Es sind nur wenige Kiele vorhanden, die überwiegend nur andeutungsweise durch wenige Granulen gebildet werden. Die drei vorderen Segmente haben keine der Stridulation dienenden Oberflächen. Die dorsalen Oberflächen können bei weiblichen Skorpionen glatt sein, ansonsten weisen sie eine dichte grobe Körnung auf. Die ventralen Oberflächen der ersten vier und der vorderen Hälfte des fünften Segments sind dicht und grob gekörnt. Das Telson ist kugelförmig und seitlich betrachtet langgestreckt, mit einer abgeflachten dorsalen Oberfläche. Es ist nur geringfügig schmaler als das fünfte metasomale Segment und weist kein subakuleares Tuberkel auf. Der Giftstachel ist kurz, etwa ein Drittel der Länge des Telson, und stark gebogen.
Die Chelae der Pedipalpen sind kurz und kräftig. Ihre Femora haben allseitig eine fein und gleichmäßig gekörnte Oberfläche. Die Patellen sind bei männlichen Skorpionen auf der Oberseite und innen, bei weiblichen Skorpionen nur innen, fein und gleichmäßig gekörnt. Nur die Tibien der hinteren Beinpaare tragen Dornfortsätze. Die ganze Oberfläche der Femora und Teile der Unterseiten der Patellen sind fein gekörnt, die übrigen Beinglieder haben eine glatte Oberfläche.
Verschiedene Populationen von Karasbergia methueni unterscheiden sich deutlich in der Behaarung von Metasoma und Telson. Für Exemplare mit außergewöhnlich starkem Besatz mit Setae wurde festgestellt, dass sie in sandigen Habitaten leben. Ein Artstatus wird ihnen trotz der stark unterschiedlichen äußeren Erscheinung nicht zugesprochen, die Übergange zu den fast haarlosen Populationen sind fließend. Männliche Skorpione haben ein relativ zur Körperlänge längeres Metasoma und wirken insgesamt schlanker und langgestreckter. Die Geschlechter unterscheiden sich darüber hinaus im Umfang der Granulierung der mesosomalen Tergite, des Metasomas, und in der Anzahl der Zähne der Kammorgane. Die Kammorgane können auch bei juvenilen und subadulten Skorpionen zur Bestimmung der Geschlechter herangezogen werden.

## Verbreitung und Lebensraum
Die Terra typica von Karasbergia methueni ist die Farm Narudas Süd in den für die Gattung namensgebenden Karasbergen. Sie befindet sich im Wahlkreis Karasburg der namibischen Region ǁKaras (27° 22′ 0″ S, 18° 51′ 0″ O). Der Paralectotypus wurde dem Sammlungsetikett zufolge in einem Ort namens Quibis gefunden. Dabei handelt es sich um die Ortschaft Kuibis auf dem Huib-Plateau im Wahlkreis ǃNamiǂNûs, bis 2013 Wahlkreis Lüderitz, etwa 200 Kilometer von den Karasbergen entfernt (26° 41′ 0″ S, 16° 50′ 0″ O). Es wurde in der Vergangenheit die Möglichkeit in Betracht gezogen, dass es sich um einen Ort im Bereich der Karasberge handeln könne, der heute nicht mehr unter diesem Namen existiert. Das entspricht jedoch nicht dem dokumentierten Reiseverlauf der Expedition von John Hewitt und Paul A. Methuen im Jahr 1913, auf der die ersten Exemplare gefunden wurden.
Die Art ist ein Endemit des südlichen Namibia und des nordwestlichen Südafrika. Die Fundorte in Namibia befinden sich ausschließlich in den Regionen Hardap und ǁKaras, die südafrikanischen Fundorte befinden sich in der Provinz Nordkap. Karasbergia methueni wurde in Höhen bis über 1.500 Metern gefunden. Das Verbreitungsgebiet liegt zu mehr als zwei Dritteln im Namaqualand und zu einem großen Teil in der Sukkulentenkaroo. Die sandigen Bereiche der Kalahari und die Namib scheinen natürliche Verbreitungsgrenzen zu sein.

## Lebensweise
Karasbergia methueni ist eine nachtaktive und pelophile Art, die den Tag in ihren Wohnröhren unter Steinen verbringt. Sie wurde am häufigsten in felsigen Habitaten mit hartem und oft mit Steinen durchsetztem Boden angetroffen. Die deutliche Überzahl männlicher aufgesammelter Skorpione legt nahe, dass die weiblichen Tiere seltener außerhalb ihrer Bauten unterwegs sind. Das Paarungsritual findet auf Steinflächen statt, auf denen auch die Hemispermatophore abgesetzt wird.
Die Art lebt in ihrem Verbreitungsgebiet mit mehr als einem Dutzend Arten von Skorpionen sympatrisch zusammen. Dabei bevorzugen die meisten Arten andere Bodenstrukturen als Karasbergia methueni. Mit Parabuthus brevimanus kommt sie am häufigsten syntop vor. Bei der Terrarienhaltung von Karasbergia methueni zeigen Gruppen aus beiden Geschlechtern, auch mit Skorpionen unterschiedlichen Alters, nur eine geringe Neigung zu Aggression und Kannibalismus.

## Gefährdung
Karasbergia methueni ist von etwa 75 Fundorten bekannt, die in einem Gebiet mit einer Fläche von etwa 48.000 Quadratkilometern liegen. Das Verbreitungsgebiet ist überwiegend ungeeignet für eine landwirtschaftliche Nutzung. Ausgenommen sind lediglich die Ufer des Oranje mit Diamantenminen und Landwirtschaft. Abgesehen von der ohnehin geringen Bedrohung der Habitate befindet sich ein großer Teil des Verbreitungsgebiets in Nationalparks. Daher wird eine Bestandsgefährdung gegenwärtig ausgeschlossen.

## Systematik
Die Gattung Karasbergia ist monotypisch, mit der Art Karasbergia methueni. Sie wird aufgrund der Anzahl und Verteilung der Trichobothrien und der Form der Hemispermatophoren sowie einiger weiterer diagnostischer Merkmale in die Familie Buthidae gestellt. Ihre phylogenetische Position innerhalb der Buthidae ist ungeklärt. Hewitt wies 1913 auf eine nahe Verwandtschaft zur Gattung Uroplectes hin. Später ergänzte er seine Annahme um den Hinweis auf deutliche Unterschiede zwischen beiden Gattungen und bezeichnete Karasbergia als ursprünglichste Gattung der Familie Buthidae. 1979 sah sich Lamoral in seiner Monografie über die Skorpione Namibias nicht dazu imstande, Karasbergia eine bestimmte Position innerhalb der Buthidae zuzuweisen.
2003 veröffentlichten die US-amerikanischen Arachnologen Michael E. Soleglad und Victor Fet eine umfassende Neuordnung der höheren Systematik der Skorpione. Die Gattung Karasbergia wurde von ihnen als Schwestertaxon neben eine umfangreiche Klade mit den neuweltlichen Gattungen Centruroides, Microtityus und Tityus sowie den altweltlichen Gattungen Grosphus, Microcharmus und Uroplectes gestellt. Soleglads und Fets Arbeit wurde von Prendini und Kollegen insgesamt in ungewöhnlich scharfer Form zurückgewiesen. In Bezug auf die Stellung von Karasbergia wies Prendini darauf hin, dass Soleglad und Fet neben zahlreichen anderen Mängeln ihrer Arbeit vorzuhalten sei, dass wichtige Taxa wie die Gattung Chaerilus und wesentliche diagnostische Merkmale der Buthiden in ihrer kladistischen Analyse nicht berücksichtigt worden seien.

### Erstbeschreibung
Die Erstbeschreibung von Karasbergia methueni erfolgte 1913 durch den britischen Zoologen John Hewitt nach drei weiblichen Exemplaren vom Typenfundort. Erst 1979 beschrieb der Südafrikaner Bruno H. Lamoral die männlichen Skorpione. 2004 veröffentlichte der US-amerikanische Arachnologe Lorenzo Prendini eine Revision der Gattung Karasbergia mit einer Neubeschreibung der Art.

### Typmaterial
Die Typusart der Gattung Karasbergia ist, aufgrund ihrer Monotypie, Karasbergia methueni. Das Typmaterial der Art bestand zum Zeitpunkt der Erstbeschreibung aus einer Serie von drei Syntypen. Von diesen konnten von Lamoral 1979 nur zwei wiedergefunden werden, die er als Lectotypus und Paralectotypus bestimmte. Der dritte Syntypus gilt als verloren. Die Typexemplare befinden sich in der Sammlung des Ditsong National Museum of Natural History in Pretoria.

### Etymologie
Der Gattungsname Karasbergia nimmt Bezug auf die Terra typica der einzigen Art, die Karasberge im Südosten Namibias. Der Artname methueni ehrt den britischen Zoologen Paul Ayshford Methuen.